# Душан Петкович (1903)
Душан Петкович (серб. Душан Петковић, 13 квітня 1903, Белград  — 2 грудня 1979, Нью-Йорк) — югославський футболіст, що грав на позиції нападника. Відомий виступами за клуб «Югославія», а також національну збірну Югославії. Дворазовий чемпіон Югославії.  

## Клубна кар'єра
З 1922 року виступав у клубі «Югославія», де був одним з головних бомбардирів. У 1922, 1923, 1924, 1925, 1926 і 1928 роках ставав з командою переможцем чемпіонату Белграда. 
Починаючи з 1923 року в країні почав проводитись національний чемпіонат, куди потрапляли найсильніші клуби регіональних змагань. У першому розіграші «Югославія» вибула у півфіналі. Натомість у чемпіонаті 1924 року здобула перемогу. На шляху до фіналу команда здолала «Славію» (Осієк) (5:2, Петкович забив три м'ячі) і «Сомборський» (6:1, один з голів забив Душан), а у головному матчі перемогла «Хайдук» (Спліт) з рахунком 2:1 завдяки голам Дам'яна Джурича і Стевана Лубурича.
У 1925 році «Югославія» повторила свій успіх. З однаковим рахунком 3:2 клуб послідовно переміг «Хайдук» (Спліт), «Славію» (Осієк) і «Граджянскі» (Загреб). Петкович забив по голу у кожному з матчів і разом з партнером по команді Секуличем став найкращим бомбардиром змагань. Лідерами команди разом із Душаном у чемпіонських сезонах були Милутин Івкович, Бранко Петрович, Алоїз Махек, Драган Йованович, Стеван Лубурич, Бранислав Секулич та інші. 
У наступному році «Югославія» посіла друге місце, програвши у фіналі «Граджянскі» (1:2). Петкович у матчі 1/4 фіналу проти клубу «Бачка» (Суботиця) забив 5 м'ячів, ще 6 на рахунку Драгана Йовановича, а загалом «Югославія» перемогла 12:2. В тому чемпіонаті Душан загалом забив 7 м'ячів, але став лише другим бомбардиром сезону, поступившись Франьо Гілеру, що забив 10 голів. 
У 1927 році Петкович недовго виступав у французькому клубі «Монпельє», після чого повернувся до «Югославії». 
Загалом у складі «Югославії» зіграв 179 матчів і забив 219 м'ячів. За кількістю забитих голів в історії клубу поступається лише багаторічному партнерові по лінії нападу — Драгану Йовановичу, у якого 311 м'ячів на рахунку. 
| Дата       | Місто   | Господарі      | Результат | Гості          | Турнір                 | Голи | Примітки        |
| ---------- | ------- | -------------- | --------- | -------------- | ---------------------- | ---- | --------------- |
| 28.10.1923 | Прага   | Чехословаччина | 4 – 4     | Югославія      | товариський матч       | 1    |                 |
| 10.02.1924 | Загреб  | Югославія      | 1 – 4     | Австрія        | товариський матч       | -    |                 |
| 26.05.1924 | Коломбо | Уругвай        | 7 – 0     | Югославія      | Олімпійські ігри – 1/8 | -    |                 |
| 28.10.1925 | Прага   | Чехословаччина | 7 – 0     | Югославія      | товариський матч       | -    | Капітан команди |
| 04.11.1925 | Падуя   | Італія         | 2 – 1     | Югославія      | товариський матч       | -    |                 |
| 30.05.1926 | Загреб  | Югославія      | 3 – 1     | Болгарія       | товариський матч       | -    |                 |
| 13.06.1926 | Коломбо | Франція        | 4 – 1     | Югославія      | товариський матч       | -    | Капітан команди |
| 28.06.1926 | Загреб  | Югославія      | 2 – 6     | Чехословаччина | товариський матч       | 1    |                 |
| Усього     |         | Матчів         | 8         |                | Голів                  | 2    |                 |

Після завершення кар'єри гравця Душан працював спортивним редактором в белградській газеті «Врємя» до 1941 року. Пізніше переїхав до США. На батьківщину більше ніколи не повертався. Помер Душан Петкович на 77-му році життя 2 грудня 1979 року в Нью-Йорку.

## Трофеї і досягнення
- Чемпіон Югославії: 1924, 1925
- Срібний призер чемпіонату Югославії: 1926
- Найкращий бомбардир чемпіонату Югославії: 1925[5]
- Чемпіон футбольної асоціації Белграда: 1922, 1923, 1924, 1925, 1926, 1928
- Фіналіст Кубка короля Олександра: 1926